# FK Žalgiris Vilnius
Futbolo klubas Žalgiris, FK Žalgiris Vilnius é um clube de futebol profissional lituano da cidade de Vilnius. Atualmente disputa o Campeonato Lituano de Futebol.
Manda seus jogos no LFF Stadium, que possui capacidade para abrigar 5.400 torcedores.

## História
O clube foi fundado de 1947. Durante a fase em que a Lituânia era parte da União Soviética, foi o clube dominante do país no período, tendo vencido a Segunda Divisão em 1982.
Com a independência da Lituânia em 1991, o Žalgiris (renomeado Žalgiris-EBSW em 1993) manteve sua hegemonia no futebol nacional, conquistando três Campeonatos nacionais (1991, 1992 e 1999), seis Copas da Lituânia (1991, 1993, 1994, 1997, 2003 e 2012) e uma Supercopa (2003).
2008 este clube faliu.
2009 um novo clube foi fundado com VMFD "Žalgiris".  Em 25 de novembro de 2014, depois de resolver disputas legais, o VMFD "Žalgiris" tornou-se o FK "Žalgiris". O clube que se tornou oficialmente o lendário membro do clube na Lituânia começou a contar sua história desde 1947.
25 de novembro de 2014, após a resolução de disputas legais, o VMFD "Žalgiris" tornou-se FK "Žalgiris". Oficialmente uma continuação da lendária história do clube lituano, o clube começou a recontar sua história desde 1947
O clube lituano também é o time de futebol com mais participações na Liga dos Campeões da UEFA na região dos Bálticos (Na verdade o único), com duas participações,em 1981-82 e 1983-84. E retrospectivamente o único a chegar até a fase mata-mata do torneio,esse feito aconteceu em 1981-82 quando chegou ás Oitavas de Final,mas foi eliminado pelo Estrela vermelha

## Uniforme
- Uniforme titular: Camisa com listas verticais verdes e brancas, calção brancas e meias brancas.
- Uniforme reserva: Camisa branca com detalhes verdes, calção verde e meias verdes.

| 1988 | 1991 | 1996 | 2007 | 2007 (Alt) | 2017 | 2017 (Alt) |

## Elenco
Atualizado em 13 de novembro de 2024.
Legenda
- : Capitão
- : Jogador suspenso
- : Jogador lesionado

## Títulos
- A lyga: 11

1991, 1992, 1999, 2013, 2014, 2015, 2016, 2020, 2021, 2022, 2024
- Copa da Lituânia: 14

1991, 1993, 1994, 1997, 2003, 2012, 2013, 2014, 2015, 2016 (primavera), 2016 (outono), 2018, 2021, 2022
- Super Copa da Lituânia: 13

1996, 1999, 2002, 2003, 2013, 2014, 2015, 2016, 2017, 2020, 2023
- Copa da Liga Lituana: 12

2009, 2010, 2011, 2012, 2013, 2014, 2015, 2016, 2017, 2018, 2019, 2020
Excursão no Brasil
- Taça Chico Science: 1

2015

## Excursão ao Brasil
No começo de 2015 o time lituano realizou uma excursão ao Brasil. Primeiramente o time lituano jogou pelo Granada Cup 2015 contra Gama e Goiás, depois viajou a Recife para enfrentar o Santa Cruz na Taça Chico Science e por fim foi a Goiás para jogar um amistoso contra o Vila Nova.

### Granada Cup
| 17 de janeiro | Gama                   | 2 – 0                       | Žalgiris Vilnius | Bezerrão |
| 20h00         | Formiga 70' · Hugo 83' | Esporte Interativo Nordeste |                  |          |

| 20 de janeiro | Goiás                          | 2 - 0              | Žalgiris Vilnius | Bezerrão |
| 20h00         | Paulo 12' · Bruno Henrique 24' | Esporte Interativo |                  |          |

### Taça Chico Science
| 22 de janeiro | Santa Cruz   | (10) 1 - 1 (11) | Žalgiris Vilnius | Arruda                                   |
| 20h00         | Waldison 44' |                 | Adi Rocha 10'    | Público: 5,011 Árbitro: Anderson Freitas |

### Amistoso
| 01 de fevereiro | Vila Nova | 2 – 1 | Žalgiris Vilnius | OBA |
|                 |           |       |                  |     |